# قرار مجلس الأمن التابع للأمم المتحدة رقم 2623
قرار مجلس الأمن التابع للأمم المتحدة رقم 2623 المعتمد في 27 فبراير 2022. وفقًا للقرار، صوت مجلس الأمن لعقد جمعية عامة خاصة بشأن أوكرانيا. كما دعا إلى عقد اجتماع طارئ لمناقشة الأزمة في أوكرانيا.
امتنعت كلا من الصين والهند والإمارات العربية المتحدة عن التصويت، في حين صوتت روسيا ضد القرار.

## التصويت
| مع (11) | امتناع (3)                                 | ضد (1)           |
| --- | ------------------------------------------ | ---------------- |
| - ألبانيا - البرازيل - فرنسا - الغابون - غانا - جمهورية أيرلندا - كينيا - المكسيك - النرويج - المملكة المتحدة - الولايات المتحدة | - الصين - الهند - الإمارات العربية المتحدة | - الاتحاد الروسي |

- يظهر الأعضاء الدائمون في مجلس الأمن بالخط العريض.

## روابط خارجية
- نص القرار في undocs.org